# Hoven (Denemarken)
Hoven is een plaats in de Deense regio Midden-Jutland, gemeente Ringkøbing-Skjern, en telt 266 inwoners (2008).